# Манреса (баскетбольный клуб)
«Манре́са» — баскетбольный клуб из Испании из одноименного города

## О клубе
Клуб образован в 1931 году, в элиту Испании впервые попал в 1971 году, является четвёртым клубом Испании удавшемуся выиграть чемпионат Испании, после «Реала», «Барселоны» и «Ховентута». На данный момент спонсором клуба является компания «Судзуки».

## Достижения
Лига чемпионов ФИБА
- Серебряный призёр: 2021/2022

Чемпион Испании
- Победитель: 1997/1998

Кубок Испании
- Победитель: 1996

## Спонсоры
- 2009—н. в. — Suzuki
- 2002—2009 — Ricoh
- 2000—2002 — Минориса
- 1985—2000 — TDK
- 1984—1985 — Каикса
- 1983—1984 — Эбро
- 1982—1983 — Веласкес
- 1981—1982 — Каикса
- 1979—1980 — Marlboro
- 1977—1979 — Икаб
- 1971—1977 — Касера
- 1967—1971 — К’анс

## Известные игроки
- Деон Томас
- Ди Джей Сили